# Idaea geminata
Idaea geminata är en fjärilsart som beskrevs av W. Warren 1895. Idaea geminata ingår i släktet Idaea och familjen mätare. Inga underarter finns listade i Catalogue of Life.